# Kabelfærge
En kabelfærge er en færge der føres frem ved hjælp af kabler. Deres primære funktion er som erstatning for et ror og på flere kabelfærger fungerer de også som fremdrivningsmiddel, idet færgen trækker sig frem vha. et trækspil om bord.
I Danmark findes der kabelfærge bl.a. ved Skjern Å, ved Udbyhøj over Randers Fjord og mellem Hammer Bakke og Orø over Isefjorden. Thurø elektriske færge har været en kabelfærge.
Orøfærgen er et eksempel på at kablet er styremiddel, mens en klassisk propel står for fremdriften.